# Sébastien Dommerdich
Sébastien Dommerdich, né le 18 novembre 1982 à Sallanches (Haute-Savoie), est un pilote de rallye automobile français.

## Biographie
En activité depuis 2003, il est connu pour ses passages impressionnants en glisse et son style de conduite rappelant celui de Jean Ragnotti.
Il n'est pas rare d'entendre les spectateurs des spéciales le surnommer le "Petit Ragnotti", à sa façon de prendre les virages en épingle au frein à main. Son modèle de voiture fétiche est la Peugeot 205 GTI / MAXI F2000 avec laquelle il a effectué plus de 50 rallyes depuis ses débuts. Passionné de mécanique automobile, il s'occupe essentiellement seul de la préparation de ses autos de compétition dans son garage à Sallanches et est constamment à la recherche d'évolution et de sponsors pour assurer le suivi de sa carrière. En 2010, il accède à la finale de la coupe de France des rallyes avec une Abarth Grande Punto S2000, termine 3e au scratch et remporte sa catégorie A7S. 
Après une pause en 2014, il reprend le rallye sur une 205 F2000/14, et en 2016, il est qualifié pour sa deuxième finale de la coupe de France des rallyes et il termine 2e de la classe F2000/14.
En novembre 2016, il remporte son premier rallye au classement général, toujours au volant de sa 205 GTI, devant Yves Pezzuti, concurrent de longue date au volant d'une Subaru Impreza Gr.A et Philippe Greiffenberg, et sa Citroën DS3 R5.

## Palmarès
- 2003 - Début au volant d'une Peugeot 205 GTI
- 2010 - 3e de la finale de la coupe de France des rallyes - 1er de classe A7S[3]
- 2016 - 1re victoire Scratch Classement Général - Rallye National Monts et Coteaux 2016[5]